# Lee Seon-hwa
Dans ce nom coréen, le nom de famille, Lee, précède le nom personnel.
Lee Seon-hwa, (en coréen hangeul 이선화), née le 10 février 1986 à Cheonan, est une golfeuse sud-coréenne passée professionnelle en 2000.
Désignée meilleure joueuse du Futures Tour en 2005, elle obtient le titre de meilleure rookie de l'année 2006 pour ses débuts en LPGA.

## Palmarès

### LPGA Tour
- 2006 : ShopRite LPGA Classic
- 2007 : Championnat du monde féminin de match-play

### Futures Tour
- 2005 : Albany FUTURES Pro Golf Classic

### Korean LPGA Tour
- 2001 : McSquare Championship
- 2003 : Himart Championship
- 2006 : Hite Championship